# Seznam slovenskih plesalcev
Seznam slovenskih plesalcev in koreografov.

## A
- Loup Abramovici (francosko–portugalski)
- Silva Adamović Japelj
- Kristina Aleksova
- Dragana Alfirević
- Nataša Ambrož
- Tomaž Ambrož
- Franci Ambrožič
- Olga Andre(j)eva
- Boštjan Antončič (1980)
- Jasmina Arko

## B
- Anamaria Bagarič
- Miloš Bajc
- Mojca Bandelj
- Natalija Banović
- Tanja Baronik
- Mijo (Miodrag) Basailović
- Jagoda Batagelj (lat.-am.?) Jagoda in Jurij Batagelj (športna)
- Tina Bedenik Schmauc
- Enya Belak
- Raša Benedik
- Nataša Berce
- Blaž Bertoncelj (argentinski tango)
- Primož Bezjak
- Staša Bežek (1898 - ?) (1. slov. solo plesalka)
- Emili Bizjak
- Jernej Bizjak
- Goran Bogdanovski
- Anton Bogov
- (Berta Bojetu)
- Alja Branc
- Gizela Bravničar (r. Pavšič)
- Tadej Brdnik
- Živa Brecelj?
- Nastja Bremec Rynia
- Stanka Brezovar
- Vida Breže
- Matjaž Brinovec
- Staša Briški (-Bailey)?
- Katja Bucik &Tjaša Bucik
- Mateja Bučar
- Milica Buh
- Siniša Bukinac (športni)
- Nadiya Bychkova (športna)

## C
- (Bojana Caf)
- Toni Canjko
- Georgeta Capraroiu (r. Radasanu)
- Stefan(-Cornel) Capraroiu
- Urška Centa (flamenko)
- Vesna Cestnik Tehovnik
- Mišo Cigoj
- Edward Clug (Romun)
- Patricija Crnkovič

## Č
- Galina Čajka Kuhar
- Franci Čarman (1912-80)
- Matija Černe
- Ana Černivec
- Matevž Česen (športni)
- Roki Česen
- Manca Čuček

## D
- Rezi Dadič (r. Brcar)
- Vlasto Dedovič/ć
- Uroš &Tinka Delakorda (športna)
- Desha Delteil
- Katja Delak (r. Pollak)
- Maja Delak
- Edi Dežman
- Dalanda Diallo
- (Mojca Dimec)
- Tina Dobaj
- Barb(a)ra Drnač
- Sonja Duh
- Eča Dvornik (-Etcha)

## E
- Lea Ekar Grlj
- Gea Erjavec
- Slavko Eržen

## F
- Nina Fajdiga
- Tjaša Fajdiga?
- Matjaž Farič
- Marjeta (Feguš) Šrot
- Zarja Ferlinc
- Nina Fras
- Majda Fridl?
- Štefan Furijan
- Viki Furlanič

## G
- Nina Gerič
- Maja Geršak (lat.-am.?)
- (Vesna Geršak)
- Natka Geržina
- Blaž Godec
- Peter Golovin (Gresserov)
- Tomaž Golub
- Marko Golubović
- Aleš Gorišek
- (Niko Goršič)
- Drago Grabnar
- Marija Grafenauer (por. Vogelnik)
- Gordana Grandošek Whiddon (športna?)
- Ivan Greguš
- Robert Grmek
- Lana Grošelj
- Marija Gruden Grad (1932-93)
- Mitja Grudnik (latinskoamer. plesi)
- Gregor Guštin

## H
- Zdravko Haderlap
- Evin Hadžialjević
- Jaka Hafner
- Polonca Hartman
- Maša Hawlina
- Slavko Hiti
- Bojan Horvat (športni)
- Mojca Horvat (jazz, muzikal, show...)
- Rosana Horvat
- Ksenija Hribar
- Rosana Hribar
- Andreja Hriberšek
- Dimitrij Hribovšek

## I
- Olivera (Olja) Ilić
- Viktor Isajčev
- Lara Matea Ivančič
- (Jitka Ivelja)
- Arnej Ivkovič (športni)

## J
- Kaja Lin Jagodič Avguštin
- Sara Janašković
- Tina Janežič
- Silva Japelj (por. Adamovič)
- Lukas Jekaneder
- Zmago Jelinčič?
- Adolf Jenko (družabni ples...)
- Metod Jeras (1930-96)
- Fiona Johnson Kocjančič
- Filip Jurič
- Leja Jurišić

## K
- Olga Kacjan?
- Maja Kalafatić
- Mojca Kasjak
- Maša Kagao Knez
- Gregor Kamnikar
- Barbara Kanc
- Mojca Kasjak
- Maša Kastelic (akrobatska-športna)
- Liljana Keber
- Ljiljana Keča (- Rošker)
- Matej Kejžar
- Ingrid Kerec
- Sonja Kerin Krek?
- Daša Kerin Cerkovnik
- Mirjam Kerpan Izak
- Ana Kersnik Žvab
- Maks Kirbos
- Anamaria Klajnšček
- Ana Klašnja
- Katja Klep
- Hana Klimentová
- Etka (Marjetka) Klinc
- Mala Kline
- Boris Kljun
- Nika Kljun
- Zoran Kljun
- Tjaša Kmetec
- Ivica Knez
- Jasna Knez
- Danica Kneževič
- Rudi Kocbek
- Katarina Kocka (Kotzka)
- Katarina Kolar
- Bara Kolenc
- Dejan Kolenc
- Suzana Koncut
- Jurij Konjar
- Andreja Kopač
- Nika Korenjak
- Nataša Kos Križmančič
- Neja Kos?
- Ivo Kosi
- Nežka Kosi
- Ivan Kostevc
- Igor Košak
- Evgenija Koškina
- Iztok Kovač
- Jana Kovač Valdés
- Katjuša Kovačič
- Jernej Kozan
- Živa Kraigher
- Matej Krajcer (športni)
- Špela Kralj
- Kristijan Krajnčan
- Žigan Krajnčan
- Marina Krasnova (por. Surina)
- Johann Kresnik
- Suzana Krevh (športna?)
- (Helena) Valerija Krieger
- Jasmina Križaj
- Regina Križaj
- Tijuana Križman
- (Breda Kroflič)
- Jaka Krošl (lat.-amer.)
- Marijan Krulanović
- Radomir (Rade) Krulanović
- Miha Krušič

## L
- Mojmir Lasan
- Suzana Lasan
- Anka Lavrač (r. Černe)
- Vesna Lavrač
- Darinka Lavrič Simčič
- Maja Lavrinc
- Slavko Laznik
- Tjaša Leban
- Stane Leben
- Katja Legin?
- Janja Lesar  (športna)
- Albert Likavec
- Mimica Likavec (r. Čepelnik)
- Lidija Lipovž (por. Sotlar)
- Saša Lončar
- Kaja Lorenci
- Metka Lustig?
- Gregor Luštek

## M
- Katarina Maček
- Mojca Majcen
- Tanja Makuc
- Špela Mandelc
- Olivera Marčac
- Matjaž Marin
- Vera Marinc (r. Karić)
- Jure Markič
- Jelena Markovič
- Jan Marolt
- Maja Maselj
- Šimun Matišić
- Dragica Mavec
- Nina Mavec Krenker
- Alena Medič
- Ana Medvešček
- Janez Meglič
- Anja Mejač (flamenko...)
- Janez Mejač (baletnik)
- Jana Menger
- Andrej Mernik
- Nina Meško
- Mateja Mihelič
- Ivan Mijačević
- Janez Miklič
- Elena Mikuž
- Maja Milenović Workman (Maya)
- Štefka Miler (r. Erman)
- Sergej Milicija
- Marko Mlačnik
- Mojca Mladenovič (športna)
- Pia Mlakar (r. Scholz)
- Pino Mlakar
- Tomo Mlakar
- Veronika Mlakar
- Maša Mlinarič
- Anja Möderndorfer
- Sergiu Moga
- Erna Mohar (por. Pilato)
- (Leo Mujić)

## N
- Patricia Nagashi Brilli
- Barbara Nagode Ambrož (plesna trenerka in sodnica)
- Beno Novak
- Fredi Novak
- Bojana Nenadović Otrin
- Sanja Nešković Peršin
- Henrik Neubauer
- Nataša Neubauer
- Nina Noč
- Aljaž Novak
- Beno Novak
- Fredi Novak & Daniela Škofic Novak (1962-2024)
- (Barbara Novakovič Kolenc)
- Nika Kljun

## O
- Mitja Obed (flamenko...)
- Andreja Obreza
- Mona Obrul
- Nina Ogrinc
- Marko Omerzel
- Vita Osojnik
- Nejc Osovnikar
- Lucija Ostan Vejrup
- Jure Ostrež?
- Luka Ostrež
- Iko Otrin
- Jaš Otrin
- Sinja Ožbolt

## P
- Branko Padjan
- Romana Pahor
- Sabina Pajmon
- Ana Pandur Predin (flamenko)
- Irena Pasarić
- Marta Paulin (-Schmidt)
- Tadeja Pavlič
- Tanja Pavlič
- Uroš Pavlin
- Julija Pečnikar
- Akim Pekunov (akrobatski-športni) & Maša Kastelic
- Kristýna Peldová (prej Šajtošová)
- Miha Perat
- Miro Perat
- Rok Peric
- Tamara Perić
- Radharani Pernarčič
- Nina Pertot Weis
- Ivan Peternelj?
- Dana Petretič
- Petra (Hawlina) Pikalo
- Boris Pilato
- Klemen Pirman
- Zoran Plohl
- Blaž Pocajt &Urša Pocajt?
- Daliborka Podboj
- Branko Podergajs Siussi
- Mateja Podgornik
- Andreja Podlogar (arg. tango)
- Drago Pogačar
- Franc Pogačar
- Petra Pogačnik Pikalo
- (Matjaž Pograjc)?
- Vaclav Pohan
- Kristina Pojbič (športna)
- Branka Polič
- Stane Polik
- Štefanija Polik (r. Sitar)
- Jelena Poljakova
- Rita Pollachi
- Branko Potočan
- Zdenko Potočar
- Sabina Potočki
- Nataša Potočnik
- Tanja Potočnik
- Barbara Potokar
- Natalija Pravdič Mohd
- Tadej Premk
- Snježana Premuš
- David Prestor
- Breda Pretnar
- Miran Pritekelj
- Andraž Prokofjev - Zhazhy (športni)
- Azra Pucko
- Mateja Pučko (-Petković)
- (Breda Pugelj Otrin)
- Peter Pustišek
- Janja Pušl

## R
- Maša Radi Buh
- Valerija Rahle Mbanwi
- Monika Rant (športna-lat.am.)
- Andreja Rauch Podrzavnik
- Bor Ravbar
- Petra Ravbar
- Patrik Razem
- Teja Reba
- Mateja Rebolj
- Magdalena Reiter (Polj.)
- Marta Remškar
- Tatjana Remškar (-Lipušček)
- Špela Repar Lomovšek
- Maja Repinc
- Žiga Repovž
- Boštjan Retelj
- Alenka Ribič Laufer
- Marinka Ribič
- Bojana (Mišić) Robinson
- Tomaž Rode
- Silva Ros
- Jan Rozman
- Jerca Rožnik Novak
- Urša Rupnik
- Michał Rynia

## S
- Janez Samec
- Gordana Goga Schmidt
- Marta Schmidt (-Paulin)
- Sabina Schwenner
- Urša Sekirnik
- Matej Selan
- Sabina Selan
- Emanuela Senjor
- Majna Sevnik (-Firšt)
- Nicky Shuler
- Boštjan Simon
- Ludvik Simončič (družabni, Mb)
- Janez Sinič
- Iza Skok?
- Tanja Skok
- Uroš Skulj
- Vali Smerkolj (= Miroslava S., r. Katalan)?
- Maja Sonc
- Lidija Sotlar (r. Lipovž)
- Saša Stadler
- Goga Stefanović Erjavec
- Ana Stegnar
- Špela Sterle
- Dejan Srhoj
- Saša Stadler
- Sebastjan Starič
- Alice Stojko Saliu
- Lane Stranič/-ć - Favreliére (1944-)
- Štefan Suhi
- Martina Svetina
- Tetiana Svetlična
- Igor Sviderski

## Š
- Domen Šega
- Dario Šegović
- Ajda Šegula
- Barbara Šercer
- Jernej Šerjak
- Alenka Šest
- Majda Škerjanc (por. Humski)
- Aljaž Škorjanec (športni)
- Magdalena Škrlj Bura
- Andrej Škufca (športni)
- Melinda Škufca?
- Breda Šmid (por. Sever)
- Milko Šparemblek (slov.-hrvaški) (1928-2025)
- Cvetka Špiljar (*1956)
- Marjeta Šrot (Feguš; r. Žnidaršič)
- Mirjana Šrot
- Ana Štefanec
- Kaja Štiglic (športna?)
- Zala Ana Štiglic?
- Urša Štrukelj (*1975)
- Fabris Šulin
- Danila Švara

## T
- Andreja Tauber
- Anja Tegelj
- Peter Taušanovič
- Mateja Terčon Knap
- Dušan Teropšič
- Kaja Teržan
- Uršula Teržan
- (Alja Tkačev)
- Milan Tomášik (Slovak)
- Ajda Tomazin
- Irena Tomažin Zagoričnik
- Tina Tome (športna)
- Viktorija Tomič (športna)
- Blanka Tomšič
- Karol Toth (Slovak)
- Nataša Tovirac
- Iva Tratnik
- Špela Tratnik
- Marin Turcu (romun.-slov.)
- Valentina Turcu
- Antoneta Turk
- Simona Turk (športna)
- Ingrid Tušar
- Staša Tušar

## U
- Ivan Umek (družabni, Trst)
- Leja Urankar Gaberc
- Silvana Urbanija

## V
- (Andrés Valdés)
- Veronika Valdés
- Tina Valentan
- Rut(h) Vavpotič, por. Csanadi
- Vesna Vaupotič
- Klemen Veber
- Lucija Velkavrh
- Katarina Venturini (športna)
- Boris Veras
- Maja Verčko

- Branka Verdnik (r. Ferlinc)
- Viktor Verdnik
- Alenka Verstovšek (športna)
- Minka Veselič Kološa
- April Veselko
- (Rok Vevar)
- Mojca Vidic
- Kalista Vidmar (športna-lat.am.)
- Maruša Vidmar (r. Berginc)
- Met(od)a Vidmar
- Urša Vidmar
- Vojko Vidmar
- Václav Vlček
- Nastja Vodenik?
- Miha Vodičar (športni)
- Darja Vodlan
- Marko Vodnik? (športni plesi)
- Marija Vogelnik (r. Grafenauer)
- Mojca Vogelnik
- Urška Vohar
- Vida Volpi (r. Klančar)
- Gorazd Vospernik
- Gregor Vovk
- Niki Jacqueline Vrabič
- Darko Vrebac
- Magda Vrhovec (-Dedović)
- Nena (Snežna) Vrhovec Stevens

## W
- Anita Wach
- Lidija Wisiak

## Z
- Meta Zagorc (športni, FŠ)
- Danijela Zajc?
- Beba Zalokar (r. Gabrijelčič)
- Kristina Zarić
- Jasna Zavodnik
- (Brane Završan)
- Dejan Zečević
- Ljubica Zelenik
- Tanja Zgonc
- (Damir Zlatar Frey)
- Janja Zupan
- Silvo Zupanc?
- Aja Zupanec
- Lukas Zuschlag

## Ž
- Karla Železnik
- Lojzka (Vekoslava) Žerdin
- Živa Žitnik
- Nataša Živković
- Gaj Žmavc
- Jerica Žmavec (r. Kahler)
- N.? Župa
- Estela Žutić